# Ralph Capone
Ralph „Bottles“ Capone geb. Raffaele James Capone (* 12. Januar 1894 in Angri, Italien; † 22. November 1974 in Hurley (Wisconsin), Vereinigte Staaten) war ein italienisch-amerikanischer Mobster des Chicago Outfit und ein älterer Bruder der Gangster Al Capone und Frank Capone. Ralph erhielt den Spitznamen „Bottles“ nicht durch die Beteiligung am Capone-Schmuggel-Imperium während der Prohibitionszeit, sondern durch seine legitimen Getränke- und Abfüllbetriebe in Chicago. Er stand auf Nr. 3 einer Liste mit 28 „Staatsfeinden“ („Public Enemies“), die im Jahr 1930 von der Chicago Crime Commission veröffentlicht wurde.

## Leben
Raffaele James Capone kam in Angri in der Region Kampanien als zweiter Sohn von Gabriele und Teresa (geb. Raiola) Capone zur Welt. Sein älterer Bruder war James Vincenzo Capone, der seinen Namen später in Richard James Hart änderte und ein Gesetzeshüter wurde. Ralph kam am 18. Juni 1895 mit seinem älteren Bruder und seiner Mutter auf dem Schiff „Werra“ in Amerika an, das über Ellis Island (New York City) einging. Sein Vater Gabriele war sechs Monate zuvor über Kanada in die Vereinigten Staaten gekommen. Die Familie Capone ließ sich schließlich in Brooklyn nieder.
Am 24. September 1915 heiratete er im Alter von 21 Jahren die 17-jährige Filomena (Florence) Muscato. Diese Ehe brachte am 17. April 1917 einen Sohn namens Ralph Gabriel Capone hervor. Nach dem Tod seines Vaters Gabriel im November 1920 wurde Ralph von seinem jüngeren Bruder Al nach Chicago geholt. Seine Frau wollte nicht umziehen. So blieb er mit seinem Sohn allein in Chicago und wurde im Jahr 1921 von seiner Frau geschieden. 1923 heiratete er zum zweiten Mal Velma Pheasant. Diese Ehe brachte keine Kinder hervor und wurde im März 1938 geschieden.
Ralph war während der Prohibition Hauptverantwortlicher für die Abfüllanlagen des Chicago Outfit und das Outfit versuchte, alkoholfreie Getränke und Softdrinks (insbesondere Ginger Ale und Sodawasser) zu monopolisieren. Am 24. April 1930 veröffentlichte die Chicago Crime Commission eine Liste mit 28 „Staatsfeinden“ („Public Enemies“) Chicagos, die von Al Capone angeführt wurde. Ralph landete auf Platz 3 dieser Liste. Ralph Capone machte große Gewinne für das Outfit und war 1933 neben Coca-Cola während der A-Century-of-Progress-Weltausstellung der zweitgrößte Softdrink-Anbieter.
Nach Al Capones Verurteilung wegen Steuerhinterziehung 1931 blieb Ralph Capone weiterhin beim Outfit. Er veranstaltete mehrere Outfit-Konferenzen in der Residenz seines Bruders in Palm Island (Miami Beach). Als Manager der Chicagoer Niederlassung des Cotton Clubs während der späten 1920er und frühen 1930er Jahre, soll er auch in das Glücksspiel involviert gewesen sein. Im Jahr 1932 wurde auch er wegen Steuerhinterziehung verurteilt und für drei Jahre inhaftiert.
Im Jahr 1950 beschrieb ihn die United Press International als „einen der Oberherren des Nationalen Syndikats, das Glücksspiel, Laster und andere Geschäfte kontrolliert“. In Wirklichkeit hatte Ralph Capone relativ wenig Macht im Outfit und im National Crime Syndicate. Dies wurde im Jahr 1950 schließlich während seiner Aussage bei den Kefauver-Hearings deutlich.
In den 1930er Jahren kaufte sich Ralph Capone ein Haus in Mercer und wurde dort später stiller Teilhaber am „The Rex Hotel“ mitsamt der Taverne Billy's Bar. Nachdem er aus dem Gefängnis entlassen worden war, zog er nach Wisconsin und lebte dort bis zu seinem Tod. Am 22. November 1974 starb Ralph Capone in Hurley eines natürlichen Todes. Er wurde auf dem Park Hill Cemetery in Duluth eingeäschert. Seine Enkelin Deirdre ließ seine Asche im Juni 2008 in der Capone-Familiengrabstätte beisetzen.

## Ralph Capone als Figur in Film und Fernsehen
- In acht Episoden der zweiten Staffel von The Making of the Mob wird Ralph Capone von Josh Harriman gespielt.
- Domenick Lombardozzi verkörpert Ralph Capone in 13 Episoden der Serie Boardwalk Empire.
- Im Film Bruderkrieg (OT: The Lost Capone) aus dem Jahr 1990 wird er durch Titus Welliver dargestellt.
- Ralph Capone wurde in dem Film Verne Miller – Staatsfeind Nr. 1 (OT: The Verne Miller Story) aus dem Jahr 1987 durch Ed O’Ross verkörpert.
- In Capone (2020) wird er von Al Sapienza gespielt.